# 对联机
对联机是一类可以自动对对联的电脑程序的统称。
对联是一种汉语中的文学现象，由于统计机器学习的发展，使得电脑学习以前的对联，来对新对联成为可能。
其中最著名的对联机是微软亚洲研究院在互联网上发布的。